# Čileansko-peruanska granica
Čileansko-peruanska granica međunarodna je granica u Južnoj Americi. Odvaja Čile od Perua linijom koja se proteže oko 10 km sjeverno od željezničke pruge Arica–La Paz. Granica ide od zavoja obale poznatog kao "lakat Arica" na Tihom oceanu prema unutrašnjosti u smjeru sjeveroistoka do Anda i visoravni Altiplano. Granica je uspostavljena 1929. godine Ugovorom iz Lime.
Venezuelanski migranti koji žele ući u Čile izbjegavaju granicu Čilea i Perua jer je ona bolje čuvana od Bolivijsko-čileanske granice.
Tromeđa Bolivija–Čile–Peru nalazi se na visoravni Ancomarca u blizini sela Visviri.

## Vanjske poveznice
|  | Zajednički poslužitelj ima još gradiva o temi Čileansko-peruanska granica |